# Macroglossins
|  | No s'ha de confondre amb Macroglosussinae. |

Els macroglossins (Macroglossinae) són una subfamília de lepidòpters ditrisis de la família dels esfíngids (Sphingidae). Són arnes de cos gruixut i vol ràpid. La més coneguda als Països Catalans és el bufaforats. N'hi ha uns 86 gèneres amb unes 733 espècies.

## Taxonomia
El nom «Macroglossinae» també designava una subfamília de ratpenats (Macroglossinae):
- Macroglossinae Harris, 1839 - subfamília de lepidòpters.
- Macroglossinae Gray, 1866 - subfamília de quiròpters.[2]

Donat que el nom de Harris és més antic, i aplicant el principi de prioritat, el nom de Gray va ser canviat a Macroglosussinae per Almeida, Simmmons and Giannini (2020); aquest és el nom vàlid per a anomenar la subfamília de ratpenats.

## Gèneres i espècies
Gènere Acosmerycoides
- Acosmerycoides harterti

Gènere Acosmeryx
- Acosmeryx anceus
- Acosmeryx castanea
- Acosmeryx formosana
- Acosmeryx hoenei
- Acosmeryx miskini
- Acosmeryx naga
- Acosmeryx omissa
- Acosmeryx pseudomissa
- Acosmeryx rebeccae
- Acosmeryx sericeus
- Acosmeryx shervillii
- Acosmeryx sinjaevi
- Acosmeryx socrates
- Acosmeryx yunnanfuana

Gènere Aellopos
- Aellopos ceculus
- Aellopos blaini
- Aellopos ceculus
- Aellopos clavipes
- Aellopos fadus
- Aellopos tantalus
- Aellopos titan

Gènere Aleuron
- Aleuron carinata
- Aleuron chloroptera
- Aleuron cymographum
- Aleuron iphis
- Aleuron neglectum
- Aleuron prominens
- Aleuron ypanemae

Gènere Ampelophaga
- Ampelophaga dolichoides
- Ampelophaga khasiana
- Ampelophaga rubiginosa
- Ampelophaga thomasi

Gènere Amphion
- Amphion floridensis

Gènere Angonyx
- Angonyx boisduvali
- Angonyx excellens
- Angonyx meeki
- Angonyx papuana
- Angonyx testacea

Gènere Antinephele
- Antinephele achlora
- Antinephele anomala
- Antinephele camerunensis
- Antinephele efulani
- Antinephele lunulata
- Antinephele maculifera
- Antinephele marcida
- Antinephele muscosa

Gènere Arctonotus
- Arctonotus lucidus

Gènere Atemnora
- Atemnora westermannii

Gènere Baniwa
- Baniwa yavitensis

Gènere Barbourion
- Barbourion lemaii

Gènere Basiothia
- Basiothia aureata
- Basiothia charis
- Basiothia laticornis
- Basiothia medea
- Basiothia schenki

Gènere Callionima
- Callionima acuta
- Callionima calliomenae
- Callionima denticulata
- Callionima falcifera
- Callionima gracilis
- Callionima grisescens
- Callionima inuus
- Callionima pan
- Callionima parce
- Callionima ramsdeni

Gènere Cautethia
- Cautethia exuma
- Cautethia grotei
- Cautethia noctuiformis
- Cautethia simitia
- Cautethia spuria
- Cautethia yucatanav

Gènere Cechenena
- Cechenena aegrota
- Cechenena helops
- Cechenena lineosa
- Cechenena minor
- Cechenena mirabilis
- Cechenena pollux
- Cechenena scotti
- Cechenena subangustata
- Cechenena transpacifica

Gènere Centrocten
- Centroctena imitans
- Centroctena rutherfordi

Gènere Cephonodes
- Cephonodes apus
- Cephonodes armatus
- Cephonodes banksi
- Cephonodes hylas
- Cephonodes janus
- Cephonodes kingii
- Cephonodes leucogaster
- Cephonodes lifuensis
- Cephonodes novebudensis
- Cephonodes picus
- Cephonodes rothschildi
- Cephonodes rufescens
- Cephonodes tamsi
- Cephonodes titan
- Cephonodes trochilus
- Cephonodes woodfordii
- Cephonodes xanthus

Gènere Chaerocina
- Chaerocina dohertyi
- Chaerocina ellisoni
- Chaerocina jordani

Gènere Cizara
- Cizara ardeniae
- Cizara sculpta

Gènere Clarina
- Clarina kotschyi
- Clarina syriaca

Gènere Dahira
- Dahira rubiginosa

Gènere Daphnis
- Daphnis dohertyi
- Daphnis hayesi
- Daphnis hypothous
- Daphnis layardii
- Daphnis minima
- Daphnis nerii
- Daphnis placida
- Daphnis protrudens
- Daphnis torenia
- Daphnis vriesi

Gènere Darapsa
- Darapsa choerilus
- Darapsa myron
- Darapsa versicolor

Gènere Deidamia
- Deidamia inscriptum

Gènere Deilephila
- Deilephila askoldensis
- Deilephila elpenor
- Deilephila porcellus
- Deilephila rivularis

Gènere Elibia
- Elibia dolichus
- Elibia linigera

Gènere Enpinanga
- Enpinanga assamensis
- Enpinanga borneensis
- Enpinanga vigens

Gènere Enyo
- Enyo bathus
- Enyo boisduvali
- Enyo cavifer
- Enyo gorgon
- Enyo latipennis
- Enyo lugubris
- Enyo ocypete
- Enyo taedium

Gènere Erinnyis
- Erinnyis alope
- Erinnyis crameri
- Erinnyis domingonis
- Erinnyis ello
- Erinnyis guttalaris
- Erinnyis impunctata
- Erinnyis lassauxii
- Erinnyis obscura
- Erinnyis oenotrus
- Erinnyis pallida
- Erinnyis stheno
- Erinnyis yucatana

Gènere Euchloron
- Euchloron megaera

Gènere Eumorpha
- Eumorpha achemon
- Eumorpha adamsi
- Eumorpha analis
- Eumorpha anchemolus
- Eumorpha capronnieri
- Eumorpha cissi
- Eumorpha drucei
- Eumorpha elisa
- Eumorpha fasciatus
- Eumorpha intermedia
- Eumorpha labruscae
- Eumorpha megaeacus
- Eumorpha mirificatus
- Eumorpha neubergeri
- Eumorpha obliquus
- Eumorpha pandorus
- Eumorpha phorbas
- Eumorpha satellitia
- Eumorpha strenua
- Eumorpha translineatus
- Eumorpha triangulum
- Eumorpha typhon
- Eumorpha vitis

Gènere Eupanacra
- Eupanacra angulata
- Eupanacra automedon
- Eupanacra busiris
- Eupanacra cadioui
- Eupanacra elegantulus
- Eupanacra greetae
- Eupanacra harmani
- Eupanacra hollowayi
- Eupanacra malayana
- Eupanacra metallica
- Eupanacra micholitzi
- Eupanacra mydon
- Eupanacra perfecta
- Eupanacra poulardi
- Eupanacra psaltria
- Eupanacra pulchella
- Eupanacra radians
- Eupanacra regularis
- Eupanacra sinuata
- Eupanacra splendens
- Eupanacra tiridates
- Eupanacra treadawayi
- Eupanacra variolosa

Gènere Euproserpinus
- Euproserpinus euterpe
- Euproserpinus phaeton
- Euproserpinus wiesti

Gènere Eupyrrhoglossum
- Eupyrrhoglossum corvus
- Eupyrrhoglossum sagra
- Eupyrrhoglossum ventustum

Gènere Eurypteryx
- Eurypteryx alleni
- Eurypteryx bhaga
- Eurypteryx falcata
- Eurypteryx geoffreyi
- Eurypteryx molucca
- Eurypteryx obtruncata
- Eurypteryx shelfordi

Gènere Gehlenia
- Gehlenia bruno
- Gehlenia falcata
- Gehlenia obliquifascia
- Gehlenia pinratanai
- Gehlenia taiwana

Gènere Giganteopalpus
- Giganteopalpus mirabilis

Gènere Gnathothlibus
- Gnathothlibus brendelli
- Gnathothlibus dabrera
- Gnathothlibus erotus
- Gnathothlibus heliodes
- Gnathothlibus meeki

Gènere Griseosphinx
- Griseosphinx marchandi
- Griseosphinx preechari

Gènere Hayesiana
- Hayesiana farintaenia
- Hayesiana triopus

Gènere Hemaris
- Hemaris affinis
- Hemaris aksana
- Hemaris beresowskii
- Hemaris croatica
- Hemaris dentata
- Hemaris diffinis
- Hemaris ducalis
- Hemaris fuciformis
- Hemaris gracilis
- Hemaris ottonis
- Hemaris radians
- Hemaris rubra
- Hemaris saundersii
- Hemaris senta
- Hemaris staudingeri
- Hemaris syra
- Hemaris thysbe
- Hemaris tityus
- Hemaris venata

Gènere Hemeroplanes
- Hemeroplanes diffusa
- Hemeroplanes longistriga
- Hemeroplanes ornatus
- Hemeroplanes triptolemus

Gènere Himantoides
- Himantoides undata

Gènere Hippotion
- Hippotion aporodes
- Hippotion aurora
- Hippotion balsaminae
- Hippotion batschii
- Hippotion boerhaviae
- Hippotion brennus
- Hippotion brunnea
- Hippotion butleri
- Hippotion celerio
- Hippotion chauchowensis
- Hippotion chloris
- Hippotion commatum
- Hippotion dexippus
- Hippotion echeclus
- Hippotion eson
- Hippotion geryon
- Hippotion griveaudi
- Hippotion hateleyi
- Hippotion irregularis
- Hippotion isis
- Hippotion joiceyi
- Hippotion leucocephalus
- Hippotion moorei
- Hippotion osiris
- Hippotion paukstadti
- Hippotion pentagramma
- Hippotion psammochroma
- Hippotion rafflesii
- Hippotion rebeli
- Hippotion rosae
- Hippotion roseipennis
- Hippotion rosetta
- Hippotion saclavorum
- Hippotion scrofa
- Hippotion socotrensis
- Hippotion stigma
- Hippotion talboti
- Hippotion velox

Gènere Hyles
- Hyles annei
- Hyles apocyni
- Hyles biguttata
- Hyles calida
- Hyles centralasiae
- Hyles chamyla
- Hyles chuvilini
- Hyles costata
- Hyles cretica
- Hyles dahlii
- Hyles euphorbiae
- Hyles euphorbiarum
- Hyles gallii
- Hyles hippophaes
- Hyles lineata
- Hyles livornica
- Hyles livornicoides
- Hyles nervosa
- Hyles nicaea
- Hyles perkinsi
- Hyles robertsi
- Hyles salangensis
- Hyles sammuti
- Hyles siehei
- Hyles stroehlei
- Hyles tithymali
- Hyles vespertilio
- Hyles wilsoni
- Hyles zygophylli

Gènere Hypaedalea
- Hypaedalea butleri
- Hypaedalea insignis
- Hypaedalea lobipennis
- Hypaedalea neglecta

Gènere Isognathus
- Isognathus allamandae
- Isognathus australis
- Isognathus caricae
- Isognathus excelsior
- Isognathus leachii
- Isognathus menechus
- Isognathus mossi
- Isognathus occidentalis
- Isognathus rimosa
- Isognathus scyron
- Isognathus swainsonii

Gènere Kloneus
- Kloneus babayaga

Gènere Lepchina
- Lepchina tridens

Gènere Leucostrophus
- Leucostrophus alterhirundo
- Leucostrophus commasiae

Gènere Maassenia
- Maassenia distincta
- Maassenia heydeni

Gènere Macroglossum
- Macroglossum adustum
- Macroglossum aesalon
- Macroglossum affictitia
- Macroglossum albigutta
- Macroglossum albolineata
- Macroglossum alcedo
- Macroglossum alluaudi
- Macroglossum amoenum
- Macroglossum aquila
- Macroglossum arimasi
- Macroglossum assimilis
- Macroglossum augarra
- Macroglossum avicula
- Macroglossum belis
- Macroglossum bifasciata
- Macroglossum bombylans
- Macroglossum buini
- Macroglossum buruensis
- Macroglossum caldum
- Macroglossum calescens
- Macroglossum castaneum
- Macroglossum clemensi
- Macroglossum corythus
- Macroglossum dohertyi
- Macroglossum eichhorni
- Macroglossum faro
- Macroglossum fritzei
- Macroglossum fruhstorferi
- Macroglossum glaucoptera
- Macroglossum godeffroyi
- Macroglossum gyrans
- Macroglossum haslami
- Macroglossum heliophila
- Macroglossum hemichroma
- Macroglossum hirundo
- Macroglossum insipida
- Macroglossum jani
- Macroglossum joannisi
- Macroglossum kitchingi
- Macroglossum lepidum
- Macroglossum limata
- Macroglossum marquesanum
- Macroglossum mediovitta
- Macroglossum meeki
- Macroglossum melas
- Macroglossum micacea
- Macroglossum milvus
- Macroglossum mitchellii
- Macroglossum moecki
- Macroglossum multifascia
- Macroglossum nemesis
- Macroglossum neotroglodytus
- Macroglossum nigellum
- Macroglossum nubilum
- Macroglossum nycteris
- Macroglossum pachycerus
- Macroglossum particolor
- Macroglossum passalus
- Macroglossum phocinum
- Macroglossum poecilum
- Macroglossum prometheus
- Macroglossum pyrrhosticta
- Macroglossum rectans
- Macroglossum regulus
- Macroglossum reithi
- Macroglossum saga
- Macroglossum schnitzleri
- Macroglossum semifasciata
- Macroglossum sitiene
- Macroglossum soror
- Macroglossum spilonotum
- Macroglossum stellatarum
- Macroglossum stevensi
- Macroglossum stigma
- Macroglossum sylvia
- Macroglossum tenebrosa
- Macroglossum tenimberi
- Macroglossum trochilus
- Macroglossum ungues
- Macroglossum vacillans
- Macroglossum vadenberghiv
- Macroglossum variegatumv
- Macroglossum vicinum
- Macroglossum vidua

Gènere Madoryx
- Madoryx bubastus
- Madoryx oiclus
- Madoryx plutonius
- Madoryx pseudothyreus

Gènere Micracosmeryx
- Micracosmeryx chaochauensis

Gènere Microsphinx
- Microsphinx pumilum

Gènere Neogurelca
- Neogurelca himachala
- Neogurelca hyas
- Neogurelca masuriensis
- Neogurelca montana
- Neogurelca mulleri
- Neogurelca sonorensis

Gènere Nephele
- Nephele accentifera
- Nephele aequivalens
- Nephele argentifera
- Nephele bipartita
- Nephele comma
- Nephele comoroana
- Nephele densoiv
- Nephele discifera
- Nephele funebris
- Nephele hespera
- Nephele joiceyi
- Nephele lannini
- Nephele leighi
- Nephele maculosa
- Nephele monostigma
- Nephele oenopion
- Nephele peneus
- Nephele rectangulata
- Nephele rosae Butler
- Nephele subvaria
- Nephele vau
- Nephele xylina

Gènere Nyceryx
- Nyceryx alophus
- Nyceryx coffaeae
- Nyceryx continua
- Nyceryx draudti
- Nyceryx ericea
- Nyceryx eximia
- Nyceryx fernandezi
- Nyceryx furtadoi
- Nyceryx hyposticta
- Nyceryx lunaris
- Nyceryx magna
- Nyceryx maxwelli
- Nyceryx nephus
- Nyceryx nictitans
- Nyceryx riscus
- Nyceryx stuarti
- Nyceryx tacita

Gènere Odontosida
- Odontosida magnificum
- Odontosida pusillus

Gènere Oryba
- Oryba achemenides
- Oryba kadeni

Gènere Pachygonidia
- Pachygonidia caliginosa
- Pachygonidia drucei
- Pachygonidia hopfferi
- Pachygonidia martini
- Pachygonidia mielkei
- Pachygonidia ribbei
- Pachygonidia subhamata

Gènere Pachylia
- Pachylia darceta
- Pachylia ficus
- Pachylia syces

Gènere Pachylioides
- Pachylioides resumens

Gènere Pergesa
- Pergesa acteus

Gènere Perigonia
- Perigonia caryae
- Perigonia divisa
- Perigonia glaucescens
- Perigonia grisea
- Perigonia ilus
- Perigonia jamaicensis
- Perigonia lefebvraei
- Perigonia leucopus
- Perigonia lusca
- Perigonia manni
- Perigonia pallida
- Perigonia passerina
- Perigonia pittieri
- Perigonia stulta
- Perigonia thayeri

Gènere Phanoxyla
- Phanoxyla hystrix

Gènere Philodila
- Philodila astyanor

Gènere Phryxus
- Phryxus caicus

Gènere Proserpinus
- Proserpinus clarkiae
- Proserpinus flavofasciata
- Proserpinus gaurae
- Proserpinus juanita
- Proserpinus proserpina
- Proserpinus terlooii
- Proserpinus vega

Gènere Protaleuron
- Protaleuron rhodogaster

Gènere Pseudenyo
- Pseudenyo benitensis

Gènere Pseudosphinx
- Pseudosphinx tetrio

Gènere Rethera
- Rethera afghanistana
- Rethera amseli
- Rethera brandti
- Rethera komarovi

Gènere Rhagastis
- Rhagastis acuta
- Rhagastis albomarginatus
- Rhagastis binoculata
- Rhagastis castor
- Rhagastis confusa
- Rhagastis gloriosa
- Rhagastis hayesi
- Rhagastis lambertoni
- Rhagastis lunata
- Rhagastis mongoliana
- Rhagastis olivacea
- Rhagastis rubetra
- Rhagastis trilineata
- Rhagastis velata

Gènere Rhodafra
- Rhodafra marshalli
- Rhodafra opheltes

Gènere Sphecodina
- Sphecodina abbottii
- Sphecodina caudata

Gènere Sphingonaepiopsis
- Sphingonaepiopsis ansorgei
- Sphingonaepiopsis gorgoniades
- Sphingonaepiopsis kuldjaensis
- Sphingonaepiopsis malgassica
- Sphingonaepiopsis nana
- Sphingonaepiopsis obscurus
- Sphingonaepiopsis pumilio

Gènere Stolidoptera
- Stolidoptera cadioui
- Stolidoptera tachasara

Gènere Temnora
- Temnora albilinea
- Temnora angulosa
- Temnora argyropeza
- Temnora atrofasciata
- Temnora avinoffi
- Temnora burdoni
- Temnora camerounensis
- Temnora crenulata
- Temnora curtula
- Temnora dierli
- Temnora elegans
- Temnora elisabethae
- Temnora engis
- Temnora eranga
- Temnora fumosa
- Temnora funebris
- Temnora grandidieri
- Temnora griseata
- Temnora hollandi
- Temnora iapygoides
- Temnora inornatum
- Temnora leighi
- Temnora livida
- Temnora marginata
- Temnora mirabilis
- Temnora murina
- Temnora namaqua
- Temnora natalis
- Temnora nitida
- Temnora ntombi
- Temnora palpalis
- Temnora peckoveri
- Temnora plagiata
- Temnora pseudopylas
- Temnora pylades
- Temnora pylas
- Temnora radiata
- Temnora rattrayi
- Temnora reutlingeri
- Temnora robertsoni
- Temnora sardanus
- Temnora scheveni
- Temnora scitula
- Temnora spiritus
- Temnora stevensi
- Temnora subapicalis
- Temnora swynnertoni
- Temnora trapezoidea
- Temnora turlini
- Temnora wollastoni
- Temnora zantus

Gènere Temnoripais
- Temnoripais lasti

Gènere Theretra
- Theretra radiosa
- Theretra alecto
- Theretra boisduvalii
- Theretra cajus
- Theretra capensis
- Theretra castanea
- Theretra clotho
- Theretra gnoma
- Theretra griseomarginata
- Theretra incarnata
- Theretra indistincta
- Theretra inornata
- Theretra insignis
- Theretra insularis
- Theretra japonica
- Theretra jugurtha
- Theretra latreillii
- Theretra lycetus
- Theretra manilae
- Theretra mansoni
- Theretra margarita
- Theretra molops
- Theretra monteironis
- Theretra muricolor
- Theretra natashae
- Theretra nessus
- Theretra oldenlandiae
- Theretra orpheus
- Theretra pallicosta
- Theretra perkeo
- Theretra polistratus
- Theretra queenslandi
- Theretra radiosa
- Theretra rhesus
- Theretra silhetensis
- Theretra suffusa
- Theretra sugii
- Theretra tessmanni
- Theretra tryoni
- Theretra turneri
- Theretra viridis

Gènere Thibetia
- Thibetia niphaphylla

Gènere Tinostoma
- Tinostoma smaragditis

Gènere Unzela
- Unzela japix
- Unzela pronoe

Gènere Xylophanes
- Xylophanes acrus
- Xylophanes adalia
- Xylophanes aglaor
- Xylophanes amadis
- Xylophanes anubus
- Xylophanes aristor
- Xylophanes balcazari
- Xylophanes belti
- Xylophanes ceratomioides
- Xylophanes chiron
- Xylophanes clarki
- Xylophanes colinae
- Xylophanes columbiana
- Xylophanes cosmius
- Xylophanes crotonis
- Xylophanes cthulhu
- Xylophanes cyrene
- Xylophanes damocrita
- Xylophanes depuiseti
- Xylophanes docilis
- Xylophanes dolius
- Xylophanes elara
- Xylophanes epaphus
- Xylophanes eumedon
- Xylophanes falco
- Xylophanes fernandezi
- Xylophanes ferotinus
- Xylophanes fosteri
- Xylophanes fusimacula
- Xylophanes germen
- Xylophanes godmani
- Xylophanes guianensis
- Xylophanes gundlachii
- Xylophanes hannemanni
- Xylophanes haxairei
- Xylophanes hydrata
- Xylophanes indistincta
- Xylophanes irrorata
- Xylophanes isaon
- Xylophanes jamaicensis
- Xylophanes jordani
- Xylophanes josephinae
- Xylophanes juanita
- Xylophanes kaempferi
- Xylophanes katharinae
- Xylophanes kiefferi
- Xylophanes libya
- Xylophanes lichyi
- Xylophanes loelia
- Xylophanes lolita
- Xylophanes macasensis
- Xylophanes maculator
- Xylophanes marginalis
- Xylophanes media
- Xylophanes meridanus
- Xylophanes mirabilis
- Xylophanes mossi
- Xylophanes mulleri
- Xylophanes nabuchodonosor
- Xylophanes neoptolemus
- Xylophanes norfolki
- Xylophanes obscurus
- Xylophanes ockendeni
- Xylophanes pistacina
- Xylophanes ploetzi
- Xylophanes pluto
- Xylophanes porcus
- Xylophanes pyrrhus
- Xylophanes resta
- Xylophanes rhodina
- Xylophanes rhodocera
- Xylophanes rhodochlora
- Xylophanes rhodotus
- Xylophanes robinsonii
- Xylophanes rothschildi
- Xylophanes rufescens
- Xylophanes sarae
- Xylophanes schausi
- Xylophanes schreiteri
- Xylophanes schwartzi
- Xylophanes staudingeri
- Xylophanes suana
- Xylophanes tersa
- Xylophanes thyelia
- Xylophanes titana
- Xylophanes turbata
- Xylophanes tyndarus
- Xylophanes undata
- Xylophanes xylobotes
- Xylophanes zurcheri